# Adi Rocha
Adi Rocha Sobrinho Filho (Riachão, 15 dicembre 1985) è un ex calciatore brasiliano, di ruolo attaccante.

## Carriera
Ha giocato nella massima serie dei campionati austriaco, tedesco, rumeno e lituano.

## Palmarès

### Club
- Campionato rumeno: 1

Steaua Bucarest: 2012-2013
- Campionato lituano: 1

Žalgiris Vilnius: 2014